# Parodia tabularis
Parodia tabularis ist eine Pflanzenart aus der Gattung Parodia in der Familie der Kakteengewächse (Cactaceae). Das Artepitheton tabularis stammt aus dem Lateinischen, bedeutet ‚tafelförmig‘ bzw. ‚flach‘ und verweist auf die abgeflacht kugelförmigen Triebe der Art.

## Beschreibung
Parodia tabularis wächst einzeln. Die glauk blaugrünen, kugelförmigen bis kurz zylindrischen Triebe erreichen Wuchshöhen von bis zu 15 Zentimeter und Durchmesser von 8 Zentimeter. Der Triebscheitel ist häufig abgeflacht. Die 16 bis 23 niedrigen und stumpfen Rippen sind leicht gehöckert. Die drei bis vier über Kreuz stehenden, leicht gebogenen Mitteldornen sind weiß und besitzen eine braune Spitze. Sie weisen Längen von bis zu 1,2 Zentimeter (selten bis zu 2 Zentimeter) auf. Die zwölf bis 18 nadeligen, ausgebreiteten Randdornen sind weißlich und bis zu 1 Zentimeter lang.
Die gelben Blüten erreichen Längen von bis zu 6 Zentimeter und ebensolche Durchmesser. Ihr Perikarpell und die Blütenröhre sind mit weißer Wolle und langen braunen Borsten besetzt. Die Narben sind karminrot. Die gelblich grünen ovalen Früchte weisen Längen von bis zu 1,2 Zentimeter auf und besitzen einen Durchmesser von 7 Millimeter. Die Früchte enthalten mützenförmige, schwarze Samen von bis zu 1 Millimeter Länge, die gehöckert sind.

## Verbreitung und Systematik
Parodia tabularis ist im brasilianischen Bundesstaat Rio Grande do Sul sowie in Uruguay verbreitet.
Die Erstbeschreibung als Echinocactus concinnus var. tabularis durch Karl Theodor Rümpler wurde 1886 veröffentlicht. David Richard Hunt stellte die Art 1997 in die Gattung Parodia. Weitere nomenklatorische Synonyme sind Echinocactus tabularis Cels ex F.A.C.Weber (1896), Malacocarpus tabularis (Cels ex Rümpler) Britton & Rose (1922, unkorrekter Name ICBN-Artikel 11.4), Notocactus tabularis (Cels ex Rümpler) A.Berger (1929), Notocactus concinnus var. tabularis (Cels ex Rümpler) P.V.Heath (1995) und Peronocactus tabularis (Cels ex Rümpler) Doweld (1999, unkorrekter Name ICBN-Artikel 11.4).
Die Unterart Parodia tabularis subsp. bommeljei (Vliet) Hofacker wird nicht mehr anerkannt.

## Nachweise